# Juaye-Mondaye
Juaye-Mondaye är en kommun i departementet Calvados i regionen Normandie i norra Frankrike. Kommunen ligger i kantonen Balleroy som ligger i arrondissementet Bayeux. År 2022 hade Juaye-Mondaye 697 invånare.

## Befolkningsutveckling
Antalet invånare i kommunen Juaye-Mondaye
Referens: INSEE